# غافين إل. غراهام
غافين إل. غراهام (بالإنجليزية: Gavin L. Graham)‏ هو طيار بطل جنوب أفريقي، ولد في 18 أكتوبر 1894 في غراهامستاون ‏ في جنوب أفريقيا، وتوفي في 17 يونيو 1963.